# Pacouria paraensis
Pacouria paraensis é uma espécie de planta da família Apocynaceae e do gênero Pacouria.  

## Taxonomia
O táxon Pacouria paraensis foi descrito oficialmente em 1948 por Marcel Pichon. 

A espécie havia sido descrita anteriormente sob o basiônimo Landolphia paraensis (gênero Landolphia) em 1910 por Jacques Huber. 